# Sonata per pianoforte n. 14 (Beethoven)
La sonata per pianoforte n. 14 in Do diesis minore, più comunemente nota come Sonata al chiaro di Luna (titolo attribuitole dal critico tedesco Rellstab), è l'op. 27 n. 2 del catalogo di Ludwig van Beethoven. Fu completata nel 1801, pubblicata per la prima volta a Vienna da Giovanni Cappi il 2 agosto 1802 «per il Clavicembalo o Piano-Forte» e dedicata alla sua alunna prediletta, la diciannovenne contessa Giulietta Guicciardi, di cui lui era stato innamorato.
È una delle più famose composizioni pianistiche di ogni tempo, sebbene Beethoven non la considerasse una delle sue migliori sonate. Il maestro aggiunse la scritta Quasi una Fantasia perché la struttura non rispecchia quella tradizionale di una sonata, che solitamente consta di tre movimenti: un allegro (spesso in forma sonata), un adagio, e un altro allegro finale (frequentemente un rondò). La sonata si apre con un adagio, fatto inusuale per l'epoca, ed è probabilmente questo il motivo per cui Beethoven la denominò Quasi una Fantasia, ovvero per indicare il suo carattere libero e originale, tipico del periodo romantico.

## Struttura

Il tema del secondo movimento (Allegretto)

Ultimo movimento: Presto agitato

I movimenti che compongono la sonata sono:
1. Adagio sostenuto
2. Allegretto (in Re bemolle maggiore)
3. Presto agitato

Pur non essendo indicato come tale, il secondo movimento è in forma di minuetto. Il "Presto agitato" invece è strutturato in forma sonata.
Il titolo al Chiaro di luna non fu invenzione di Beethoven, che difficilmente dava un titolo alle sue opere, ma fu introdotto in età romantica dal critico musicale tedesco Ludwig Rellstab (probabilmente nel 1832 o 1836), perché vedeva nel primo movimento, l'Adagio sostenuto, la descrizione di un idilliaco panorama notturno schiarito dalla luna (in particolare egli si riferiva a un paesaggio reale, il lago dei Quattro Cantoni, anche se è discussa la veridicità delle sue affermazioni). Da allora la denominazione fu assunta come nome ufficiale della composizione. Tra alcuni schizzi, databili intorno ai primissimi anni dell'Ottocento, sono state trovate delle trascrizioni di alcune battute che compongono l'episodio della morte del Commendatore nel Don Giovanni di Mozart (Terzetto Don Giovanni-Leporello-Commendatore: «Ah, soccorso!... son tradito») che mostra una certa somiglianza con il movimento di terzine che percorre l'intero primo tempo.
In quest'opera, su un accompagnamento argentino quasi in filigrana, si leva un tema quieto, ma deciso; poi incalza con un delicato andamento che s'innalza e ridiscende, per concludere con la stessa atmosfera meditativa nella quale era iniziato, rievocando forse l'atteggiamento di amara dolcezza con cui il compositore sembrava accettare il suo destino.

## Analisi del primo movimento
Il primo movimento della quattordicesima sonata per pianoforte di Beethoven (numero 2 dell'opera 27) è un Adagio sostenuto in tempo 2/2 (o tempo tagliato) nella tonalità di base di Do diesis minore. La struttura potrebbe essere quella di un Lied, anche se in definitiva è un movimento senza una forma ben definita (non si deve dimenticare che questa sonata è stata definita dallo stesso Beethoven Sonata quasi una fantasia). A un'analisi verticale si individuano tre linee melodiche: (1) il tema vero e proprio formato maggiormente da minime; (2) una serie ininterrotta di terzine di crome; (3) gli accordi armonici del basso quasi sempre in ottave. Tutto il movimento è tripartito: (1) l'esposizione del tema su due frasi con una codetta (battute 1 – 8); (2) un breve sviluppo o transizione in quanto preparazione alla tonica (battute 28 – 42); (3) la ripresa del tema con una coda finale.

### Esposizione
Il tema (prima frase della melodia) è centrato su un breve e semplice inciso (croma puntata seguita da una semicroma e una minima puntata, tutte ribattute sulla stessa nota).
La linea melodica completa (quattro battute in tutto) rimane in un ambito intervallare molto ristretto. L'armonia inizia sulla tonica (do diesis minore) e si conclude ”con una cadenza perfetta sul convenzionale relativo maggiore, mi” L'armonia in questo lavoro beethoveniano spesso si appoggia a ”inflessioni napoletane” come l'accordo di sesta napoletana (fa# - la - re) nella seconda metà della terza battuta. [batt. 3-9]
La seconda frase (simmetrica rispetto alla prima) è impostata armonicamente sul mi minore. In questo periodo compositivo è tipico di Beethoven sostituire "il tradizionale relativo maggiore con il corrispondente minore" (vedi op. 2 no. 1 e op. 13) Nella zona centrale della frase il cambio di modo viene rafforzato passando per il Do maggiore. Alla fine una cadenza in Si minore chiude la frase. Questa seconda frase (se vogliamo vedere un certo abbozzo di forma-sonata) potrebbe essere considerata come un “secondo gruppo tematico”, tenendo anche presente l'insistenza dell'armonia sul convenzionale relativo maggiore (Mi maggiore). Un altro aspetto interessante di questo primo tempo sono i continui cambi di modo: la prima frase termina in Mi maggiore, ma con un rapido cambio di modo si passa (nella seconda frase) al Mi minore. Anche alla fine della seconda frase si ha un cambiamento di modo: dal Si minore al Si maggiore. [batt. 9-15]
Segue una codetta di una decina di misure che si chiude con una ripresa del tema con l'armonia della sottodominante (Fa diesis minore): ”una transizione necessaria per installare un pedale di dominante”. In questa fase il basso dialoga per due volte (domanda – risposta) con la voce del soprano.

### Sviluppo/Transizione
La fase successiva (battute 28 – 42) può essere considerata una transizione (o preparazione) alla ripresa del tema, ma può essere intesa anche come un breve sviluppo, o meglio come la parte finale dello sviluppo della forma-sonata sempre in preparazione alla ripresa del tema. In effetti tutta l'armonia dello sviluppo è basata su un lungo pedale (12 misure) di dominante (Sol diesis). In questa fase sono soprattutto le terzine ad attirare l'attenzione melodica.[batt. 32-35]

### Ripresa del tema
La ripresa è simmetrica rispetto all'Esposizione: si ripresentano le due frasi principali del tema. La prima frase cadenza sulla relativa maggiore (Mi maggiore), come la prima volta; mentre la seconda frase iniziata in mi maggiore chiude con una cadenza perfetta sulla tonica (Do diesis minore). Come in altri passaggi di questo movimento un repentino cambiamento di modo (in maggiore) ci porta, nella codetta successiva, al Do diesis maggiore. Questa nuova armonia può essere vista come la dominante della sottodominante (Fa diesis); sottodominante che si fa esplicita a misura 55. Le battute 55/56 rappresentano il momento di maggiore intensità espressiva: a battuta 56 la risoluzione del Fa diesis minore su un accordo di settima di dominante di Mi maggiore (si maggiore settima) porta a sua volta alla risoluzione su una cadenza perfetta di Do diesis minore a battuta 60 [batt. 55-60].
Una coda finale, di nove misure, incentrata sull'inciso del tema, chiude il movimento con una triplice cadenza V-I (dominante-tonica).

### Schema riassuntivo
| Parte                | Sezione        | Grado                                                        | Tonalità                                         | Battute:da-a |
| -------------------- | -------------- | ------------------------------------------------------------ | ------------------------------------------------ | ------------ |
| Esposizione del tema | Prima frase    | I (tonica) → relativa maggiore                               | do # minore – mi maggiore                        | 1 - 9        |
| Esposizione del tema | Cambio di modo |                                                              | mi maggiore – mi minore                          | 9 - 10       |
| Esposizione del tema | Seconda frase  | minore della relativa maggiore → nuova dominante             | mi minore → si minore                            | 10 -15       |
| Esposizione del tema | Cambio di modo |                                                              | si minore – si maggiore                          | 15           |
| Esposizione del tema | Codetta        | → dominante                                                  | → sol diesis                                     | 15 - 28      |
| Sviluppo/Transizione |                | pedale di dominante → tonica                                 | sol # → do diesis minore                         | 28 - 42      |
| Ripresa del tema     | Prima frase    | I (tonica) → relativa maggiore                               | do # minore – mi maggiore                        | 42 - 46      |
| Ripresa del tema     | Seconda frase  | relativa maggiore → tonica                                   | mi maggiore → do diesis minore                   | 46 - 51      |
| Ripresa del tema     | Cambio di modo |                                                              | do diesis minore → do diesis maggiore            | 51           |
| Ripresa del tema     | Codetta        | nuova tonica → cambio modo → 7a di dom. di mi magg. → tonica | fa # magg. → fa # min. → si magg. 7a → do # min. | 51 - 60      |
| Ripresa del tema     | Coda finale    | tonica                                                       | do # min.                                        | 60 - 69      |

## Analisi del secondo movimento
Il secondo movimento è un breve Allegretto in tempo tre quarti nella tonalità di base di Re bemolle maggiore. La struttura è quella classica dello Scherzo (ma in parte ricorda anche il “vecchio” Minuetto): Scherzo (Tema e Sviluppo) – Trio (Tema e Sviluppo) – Ripresa dello Scherzo. Il collegamento armonico col primo tempo risulta chiaro pensando alla tonalità enarmonica di Re bemolle maggiore, ossia Do diesis maggiore (il primo movimento è in Do diesis minore). La scelta della tonalità enarmonica è senz'altro collegata allo spirito dell'”Allegretto” in quanto una modulazione a La bemolle è senz'altro più naturale e semplice, che invece una tonalità come Do diesis maggiore avrebbe richiesto l'impiego ”di toni enarmonici certamente troppo preziosi” e in definitiva artificiosi.

### Scherzo
La forma dello scherzo è in tre frasi: (1) prima frase (domanda); (2) seconda frase (risposta); (3) ampliamento del tema (o breve sviluppo). Il tema è composto da due semifrasi di quattro misure ciascuna. La prima semifrase inizia alla tonica (Re bemolle maggiore) e chiude alla dominante (La bemolle maggiore) passando per un accordo di settima di dominante di dominante (Mi bemolle maggiore settima). La seconda semifrase chiude convenzionalmente sulla tonica con una cadenza perfetta (la tonica termina al soprano) passando per un accordo di settima di dominante (La bemolle maggiore settima). [batt. 1-9]
La seconda frase dello scherzo (battute 9 – 17) è una risposta alla prima e si chiude alla tonica. La terza frase (battute 18 – 38) è lo sviluppo del tema, ma ben presto la linea melodica dopo 6 misure s'interrompe per ritornare con insistenza al tema fondamentale e chiudere così lo scherzo.

### Trio
Il trio è bipartito: (1) tema con ripetizione; (2) sviluppo con ripetizione. Il tema (8 misure con due semifrasi) si muove fondamentalmente nella tonica (re bemolle maggiore). [batt. 39-47]
Lo Sviluppo del Trio all'inizio si presenta con colorazioni armoniche particolari (vedi il re naturale nell'accordo iniziale), ma poi si riprende e chiude alla tonica. Segue la terza parte (ripresa dello scherzo) che è una ripetizione integrale, senza ritornelli, della prima parte.

### Schema riassuntivo
| Parte                 | Sezione       | Sottosezione                  | Grado                      | Tonalità                | Battute:da-a |
| --------------------- | ------------- | ----------------------------- | -------------------------- | ----------------------- | ------------ |
| Scherzo               | Prima frase   | Prima semifrase               | I (tonica) → V (dominante) | re b magg. – la b magg. | 1 – 5        |
| Scherzo               | Prima frase   | Seconda semifrase             | → I (tonica)               | re b magg.              | 5 - 9        |
| Scherzo               | Seconda frase |                               | I (tonica)                 | re b magg.              | 10 – 17      |
| Scherzo               | Sviluppo      | Linea melodica dello sviluppo | I (tonica)                 | re b magg.              | 18 – 24      |
| Scherzo               | Sviluppo      | Ripresa del tema              | I (tonica)                 | re b magg.              | 24 - 38      |
| Trio                  | Tema          |                               | I (tonica)                 | re b magg.              | 39 - 47      |
| Trio                  | Sviluppo      |                               | I (tonica)                 | re b magg.              | 48 - 64      |
| Ripresa dello Scherzo | (come sopra)  |                               |                            |                         |              |

## Analisi del terzo movimento
Il terzo movimento è un presto agitato in tempo quattro quarti nella tonalità di base di Do diesis minore. La struttura formale è quella classica della forma-sonata: esposizione del primo tema e del secondo tema, sviluppo, e ripresa dei due temi con coda finale.

### Esposizione
Il tema principale (battute 1 – 8) è formato da tre frasi da due battute e due frasi da una battuta. La prima frase termina alla tonica; la seconda alla dominante (maggiore); la terza termina nuovamente alla dominante; mentre le due frasi finali di una battuta ciascuna terminano sulla sottodominante. L'idea di base del tema sono degli arpeggi sulla tonica (nel caso della prima frase) alternati sui rivolti nell'ordine di quinta, prima e terza (rispettivamente 2° rivolto, accordo fondamentale e 1° rivolto), ripetuti una ottava sopra, che terminano su due accordi violentemente ribattuti. [batt. 1-4]
Segue una codetta che dalla tonica modula alla dominante (battute 9 – 14) a cui fa seguito una breve ripresa del tema (battuta 15 - 20) che alla settima battuta (misura 21) introduce la seconda idea. Qui Beethoven, invece di usare la convenzionale tonalità della relativa maggiore (mi maggiore), preferisce quella della dominante minore (sol diesis minore). [batt. 21-24]
La chiusura dell'Esposizione è caratterizzata da un succedersi di movimenti e diversivi melodici. Se ne possono individuare tre (a battuta 33, 43 e 57); sono temi importanti soprattutto per gli sviluppi futuri che avranno (specialmente il terzo nella chiusura del movimento).

### Sviluppo
La ripetizione integrale dell'Esposizione precede lo sviluppo vero e proprio. Questo inizia come dovuto col tema principale alla tonica che dopo poche misure modula alla sottodominante. Ambiente armonico nel quale appare la Seconda idea (preparato adeguatamente da un accordo di settima di tonica). [batt. 70-73]
Vediamo quindi che lo sviluppo "pur prendendo inizio dal movimento generativo del tempo, è formato dalla seconda idea". Quest'ultima è alternata fra le varie ottave e alla fine genera un lungo pedale di dominante: coda dello sviluppo e nel contempo preparazione alla Ripresa. [batt.87-90]

### Ripresa
Alla misura 103 inizia la ripresa, con la presentazione del tema principale come nell'Esposizione. Con qualche lieve variazione, viene ripresa la seconda idea ma questa volta nell'ambiente tonale della tonica (Do diesis minore) come vuole la norma della forma-sonata. In questa parte viene a mancare la ripresa/transizione del tema fondamentale (da misura 15 a misura 20) prima dell'esposizione della seconda idea. In questo modo i due principi (quello maschile e quella femminile) sono ravvicinati fino a toccarsi in una trasfigurata sintesi. Ritornano i tre temi di chiusura dell'esposizione ma non più riferiti alla dominante, ma alla tonica (il primo tema da La maggiore ora è in Re maggiore, mentre gli altri due dalla dominante ora sono espressi alla tonica). Una breve ripresa del tema fondamentale e due fermate su un accordo di settima diminuita prima sul Fa doppio diesis e poi sul Si diesis preceduti da ampi arpeggi segnano l'inizio della Coda finale a misura 168.

### Coda finale
La coda finale si apre con la seconda idea alla tonica e alla voce inferiore. La melodia passa quindi alla voce superiore per condurre tramite una progressione ascendente a un'elaborata cadenza di arpeggi. Dopo un libero trillo, preceduto da una scala cromatica ascendente, e una caduta verso la parte più grave della tastiera del pianoforte, appare in estrema sintesi prima il terzo tema di chiusura dell'esposizione e infine alcune battute sul tema fondamentale e gli accordi conclusivi sulla tonica.

### Schema riassuntivo
| Parte       | Sezione                                   | Sottosezione                                         | Grado                            | Tonalità                        | Battute:da-a |
| ----------- | ----------------------------------------- | ---------------------------------------------------- | -------------------------------- | ------------------------------- | ------------ |
| Esposizione | Area del tema principale                  | Tema                                                 | I (tonica)                       | do # minore                     | 1 – 8        |
| Esposizione | Area del tema principale                  | Codetta del tema                                     | V (dominante) → I (tonica)       | sol # minore → do # minore      | 9 - 14       |
| Esposizione | Area del tema principale                  | Breve ripresa del tema (transizione al secondo tema) | I (tonica) → V dominante)        | do # minore → sol # minore      | 15 - 20      |
| Esposizione | Area del tema secondario                  | Tema                                                 | V (dominante)                    | sol # minore                    | 21 – 25      |
| Esposizione | Area del tema secondario                  | Codetta al tema                                      | V (dominante)                    | sol # minore                    | 25 – 32      |
| Esposizione | Coda dell'esposizione                     | 1° Tema di chiusura                                  | VI (sopradominante)              | la maggiore                     | 33 – 42      |
| Esposizione | Coda dell'esposizione                     | 2° Tema di chiusura                                  | V (dominante)                    | sol # minore                    | 43 – 57      |
| Esposizione | Coda dell'esposizione                     | 3° Tema di chiusura                                  | V (dominante)                    | sol # minore                    | 57 - 65      |
| Sviluppo    | Primo tema                                |                                                      | I (tonica) → IV (sottodominante) | do # minore → fa # minore       | 66 – 71      |
| Sviluppo    | Secondo tema                              |                                                      | IV (sottodominante)              | fa # minore                     | 72 - 87      |
| Sviluppo    | Pedale di dominante (coda dello sviluppo) |                                                      | V (dominante) → I (tonica)       | sol # minore → do # minore      | 88 – 102     |
| Ripresa     | Area del tema principale                  | Tema                                                 | I (tonica)                       | do # minore                     | 103 – 110    |
| Ripresa     | Area del tema principale                  | Codetta del tema                                     | V (dominante) → I (tonica)       | sol # minore → do # minore      | 111 -116     |
| Ripresa     | Area del tema secondario                  | Tema                                                 | I (tonica)                       | do # minore                     | 117 - 120    |
| Ripresa     | Area del tema secondario                  | Codetta al tema                                      | I (tonica)                       | do # minore                     | 120 - 128    |
| Ripresa     | Coda dell'esposizione                     | 1° Tema di chiusura                                  | II (sopratonica)                 | re maggiore                     | 129 - 138    |
| Ripresa     | Coda dell'esposizione                     | 2° Tema di chiusura                                  | I (tonica)                       | do # minore                     | 138 - 152    |
| Ripresa     | Coda dell'esposizione                     | 3° Tema di chiusura                                  | I (tonica)                       | do # minore                     | 152 -158     |
| Ripresa     | Coda dell'esposizione                     | Coda della Ripresa                                   | I (tonica) → acc. 7° dim.        | do # minore → si # min. 7° dim. | 158 - 167    |
| Coda finale | Primo Tema                                |                                                      | I (tonica)                       | do # minore                     | 168 - 177    |
| Coda finale | Cadenza con arpeggi                       |                                                      |                                  |                                 | 177 - 190    |
| Coda finale | Terzo tema di chiusura                    |                                                      | I (tonica)                       | do # minore                     | 191 - 196    |
| Coda finale | Primo Tema                                |                                                      | I (tonica)                       | do # minore                     | 197 - 201    |

## Discografia
- Yves Nat, Les Discophiles Francais KLDC 11/ RCA Italiana
- Claudio Arrau, Philips
- Arthur Rubinstein, RCA
- Vladimir Horowitz, Columbia
- Rudolf Serkin, CBS
- Wilhelm Kempff, DGG
- Glenn Gould, Sony BMG 1968
- Radu Lupu, Darp 1997
- Daniel Barenboim, Ermitage CD 1996
- Dubravka Tomšič, DeAgostini I grandi maestri della musica classica-Beethoven 1996
- Walter Gieseking, Columbia
- Ludwig Hoffmann, Sommerset
- Orazio Frugoni, VOX
- Maurizio Pollini, Deutsche Grammophon
- Andrea Lucchesini, EMI
- Nazzareno Carusi, EMI Classics 2008
- András Schiff, ECM 2008
- Valentina Lisitsa
- Wilhelm Backhaus